# Draft 2007 de la NFL
2006 2008
La draft 2007 de la NFL est la 72e draft annuelle de la National Football League, permettant aux franchises de football américain de sélectionner des joueurs universitaires éligibles pour jouer professionnels. Elle s'est déroulée entre le 28 et le 29 avril 2007 au Radio City Music Hall de New York.

## Draft
La draft se compose de 7 tours ayant, généralement, chacun 32 choix. L'ordre de sélection est décidé par le classement général des équipes durant la saison précédente, donc l'équipe ayant eu le moins de victoires va repêcher en premier et ainsi de suite jusqu'au gagnant du Super Bowl. Les équipes peuvent échanger leurs choix de repêchage, ce qui fait en sorte que l'ordre peut changer.
Les équipes peuvent enfin recevoir des choix compensatoires. Ces choix sont à la fin des tours et il n'est pas possible pour les équipes de les échanger. Les choix compensatoires sont remis aux équipes ayant perdu plus de joueurs (et de meilleure qualité) qu'ils en ont signés durant la période d'agent libre.
- ° : Intronisé au Pro Football Hall of Fame
- † : Joueur sélectionné pour le Pro Bowl

### Premier tour
| Choix | Équipe                             | Joueur                 | Postes           | Université                     | Notes                |
| ----- | ---------------------------------- | ---------------------- | ---------------- | ------------------------------ | -------------------- |
| 1     | Raiders d'Oakland                  | JaMarcus Russell       | Quarterback      | Tigers de LSU                  |                      |
| 2     | Lions de Détroit                   | Calvin Johnson †       | Wide receiver    | Yellow Jackets de Georgia Tech |                      |
| 3     | Browns de Cleveland                | Joe Thomas †           | Offensive tackle | Badgers du Wisconsin           |                      |
| 4     | Buccaneers de Tampa Bay            | Gaines Adams           | Defensive end    | Tigers de Clemson              |                      |
| 5     | Cardinals de l'Arizona             | Levi Brown             | Offensive tackle | Nittany Lions de Penn State    |                      |
| 6     | Redskins de Washington             | LaRon Landry †         | Safety           | Tigers de LSU                  |                      |
| 7     | Vikings du Minnesota               | Adrian Peterson †      | Running back     | Sooners de l'Oklahoma          |                      |
| 8     | Falcons d'Atlanta                  | Jamaal Anderson (en)   | Defensive end    | Razorbacks de l'Arkansas       | Texans → Falcons,    |
| 9     | Dolphins de Miami                  | Ted Ginn Jr.           | Wide receiver    | Buckeyes d'Ohio State          |                      |
| 10    | Texans de Houston                  | Amobi Okoye            | Defensive tackle | Cardinals de Louisville        | Falcons → Texans     |
| 11    | 49ers de San Francisco             | Patrick Willis †       | Linebacker       | Rebels d'Ole Miss              |                      |
| 12    | Bills de Buffalo                   | Marshawn Lynch †       | Running back     | Golden Bears de la Californie  |                      |
| 13    | Rams de Saint-Louis                | Adam Carriker (en)     | Defensive tackle | Cornhuskers du Nebraska        |                      |
| 14    | Jets de New York                   | Darrelle Revis †       | Cornerback       | Panthers de Pittsburgh         | Panthers → Jets,     |
| 15    | Steelers de Pittsburgh             | Lawrence Timmons †     | Linebacker       | Seminoles de Florida State     |                      |
| 16    | Packers de Green Bay               | Justin Harrell         | Defensive tackle | Volunteers du Tennessee        |                      |
| 17    | Broncos de Denver                  | Jarvis Moss (en)       | Defensive end    | Gators de la Floride           | Jaguars → Broncos,   |
| 18    | Bengals de Cincinnati              | Leon Hall (en)         | Cornerback       | Wolverines du Michigan         |                      |
| 19    | Titans du Tennessee                | Michael Griffin (en) † | Safety           | Longhorns du Texas             |                      |
| 20    | Giants de New York                 | Aaron Ross             | Cornerback       | Longhorns du Texas             |                      |
| 21    | Jaguars de Jacksonville            | Reggie Nelson †        | Safety           | Gators de la Floride           | Broncos → Jaguars    |
| 22    | Browns de Cleveland                | Brady Quinn            | Quarterback      | Fighting Irish de Notre Dame   | Cowboys → Browns,    |
| 23    | Chiefs de Kansas City              | Dwayne Bowe †          | Wide receiver    | Tigers de LSU                  |                      |
| 24    | Patriots de la Nouvelle-Angleterre | Brandon Meriweather †  | Safety           | Hurricanes de Miami            | Seahawks → Patriots, |
| 25    | Panthers de la Caroline            | Jon Beason †           | Linebacker       | Hurricanes de Miami            | Jets → Panthers      |
| 26    | Cowboys de Dallas                  | Anthony Spencer (en) † | Linebacker       | Boilermakers de Purdue         | Eagles → Cowboys,    |
| 27    | Saints de La Nouvelle-Orléans      | Robert Meachem (en)    | Wide receiver    | Volunteers du Tennessee        |                      |
| 28    | 49ers de San Francisco             | Joe Staley †           | Offensive tackle | Chippewas de Central Michigan  | Patriots → 49ers,    |
| 29    | Ravens de Baltimore                | Ben Grubbs (en) †      | Offensive guard  | Tigers d'Auburn                |                      |
| 30    | Chargers de San Diego              | Craig Davis            | Wide receiver    | Tigers de LSU                  |                      |
| 31    | Bears de Chicago                   | Greg Olsen †           | Tight end        | Hurricanes de Miami            | ,                    |
| 32    | Colts d'Indianapolis               | Anthony Gonzalez       | Wide receiver    | Buckeyes d'Ohio State          |                      |

#### Échanges1ertour
1. ↑    1. 8 Houston échange ses sélections de premier et deuxième tour (8e et 39e) en 2007, ainsi que leur sélection de deuxième tour de la draft NFL 2008 pour la sélection de premier tour d'Atlanta en 2007 (10e) et Matt Schaub.
2. ↑    1. 10 voir #8 Texans → Falcons
3. ↑    1. 14 Les Jets de New York échangent leur sélection de premier tour, la première de leurs sélections de deuxième tour, et leur sélection de cinquième tour (25e, 59e et 164e) avec les Panthers pour ce choix (14e) et une sélection de sixième tour (191e). Les Jets ont ensuite utilisé le choix 191 avec leur autre sélection de deuxième tour (63e) et leur choix de troisième tour (89e) qui ont été envoyés à Green Bay en échange de la sélection de deuxième tour de Green Bay (47e) avec laquelle les Jets choisissent David Harris.
4. ↑    1. 17 Denver échange sa sélection de premier tour, sa deuxième sélection de troisième tour et sa sélection de sixième tour (21e, 86e et 198e) avec Jacksonville pour la sélection de premier tour de Jacksonville (17e).
5. ↑    1. 21 voir #17 Jaguars → Broncos
6. ↑    1. 22 Cleveland négocie sa sélection de deuxième tour en 2007 (36e) et sa sélection de premier tour en 2008, avec Dallas pour la sélection de premier tour de Dallas en 2007 (22e).
7. ↑    1. 24 Seattle échange sa sélection de premier tour (24e) avec les Patriots pour Deion Branch.
8. ↑    1. 25 voir #14 Panthers → Jets
9. ↑    1. 26 Dallas échange une sélection de deuxième tour, sa sélection de troisième tour et sa sélection de cinquième tour (36e, 87e et 159e) avec Philadelphie pour la sélection de premier tour de Philadelphie (26e).
10. ↑    1. 28 San Francisco négocie sa sélection de quatrième tour (110e) en 2007 et sa sélection de premier tour en 2008 avec la Nouvelle-Angleterre pour la deuxième sélection du premier tour de la Nouvelle-Angleterre (28e).

### Joueurs notables sélectionnés aux tours suivants
| Choix | Équipe                        | Joueur                | Postes           | Université                         | Notes                                 |
| ----- | ----------------------------- | --------------------- | ---------------- | ---------------------------------- | ------------------------------------- |
| 34    | Bills de Buffalo              | Paul Posluszny †      | Linebacker       | Nittany Lions de Penn State        | Lions → Bills,                        |
| 37    | Chargers de San Diego         | Eric Weddle †         | Safety           | Utes de l'Utah                     | Redskins → Jets, → Bears, → Chargers, |
| 38    | Raiders d'Oakland             | Zach Miller †         | Tight end        | Sun Devils d'Arizona State         | Cardinals → Raiders,                  |
| 44    | Vikings du Minnesota          | Sidney Rice (en) †    | Wide receiver    | Gamecocks de la Caroline du Sud    | Falcons → Vikings,                    |
| 46    | Steelers de Pittsburgh        | LaMarr Woodley †      | Defensive end    | Wolverines du Michigan             |                                       |
| 51    | Giants de New York            | Steve Smith †         | Wide receiver    | Trojans d'USC                      |                                       |
| 59    | Panthers de la Caroline       | Ryan Kalil †          | Centre           | Trojans d'USC                      | Jets → Panthers                       |
| 73    | Texans de Houston             | Jacoby Jones †        | Wide receiver    | Dragons de Lane                    |                                       |
| 86    | Ravens de Baltimore           | Marshal Yanda †       | Offensive tackle | Hawkeyes de l'Iowa                 | Broncos → Jaguars → Ravens,           |
| 108   | Dolphins de Miami             | Paul Soliai (en) †    | Defensive tackle | Utes de l'Utah                     |                                       |
| 116   | Giants de New York            | Zak DeOssie †         | Linebacker       | Bears de Brown                     |                                       |
| 125   | Saints de La Nouvelle-Orléans | Jermon Bushrod †      | Offensive tackle | Tigers de Towson                   | Eagles → Saints,                      |
| 126   | 49ers de San Francisco        | Dashon Goldson (en) † | Safety           | Huskies de Washington              | Saints → Colts, → 49ers,              |
| 137   | Ravens de Baltimore           | Le'Ron McClain (en) † | Fullback         | Crimson Tide de l'Alabama          |                                       |
| 168   | Bears de Chicago              | Corey Graham †        | Cornerback       | Wildcats du New Hampshire          |                                       |
| 178   | Cowboys de Dallas             | Nick Folk (en) †      | Kicker           | Wildcats de l'Arizona              | Browns → Cowboys,                     |
| 225   | Dolphins de Miami             | Brandon Fields (en) † | Punter           | Spartans de Michigan State         | Rams → Dolphins,                      |
| 243   | Packers de Green Bay          | Clark Harris (en) †   | Tight end        | Scarlet Knights de Rutgers         |                                       |
| ND    | Falcons d'Atlanta             | Delanie Walker †      | Safety           | Wildcats de Bethune–Cookman (en)   |                                       |
| ND    | Seahawks de Seattle           | Matt Overton (en) †   | Long snapper     | Vikings de Western Washington (en) |                                       |

#### Échanges tours suivants
1. ↑    1. 34 Buffalo échange sa sélection de deuxième tour (43e) et sa première sélection de troisième tour (74e) avec Détroit pour sa sélection de deuxième tour (34e).
2. ↑    1. 37 Les Jets échangent un choix de deuxième tour en 2006 (35e) avec Washington contre un choix de deuxième tour en 2006 (53e), un choix de sixième tour en 2006 (189e) et un choix de deuxième tour en 2007 (37e).
3. ↑    1. 37 Chicago échange Thomas Jones et son choix de deuxième tour 2007 (63e) avec les Jets contre un choix de deuxième tour 2007 (37e).
4. ↑    1. 37 San Diego échange un choix de deuxième tour 2007 (62e), un choix de troisième tour 2007 (93e), un choix de cinquième tour 2007 (167e) et un choix de troisième tour 2008 (90e) avec Chicago pour un choix de deuxième tour 2007 (37e).
5. ↑    1. 38 Arizona échange sa sélection de deuxième tour (38e) et sa sélection de quatrième tour (105e) avec Oakland pour sa sélection de deuxième tour (33e).
6. ↑    1. 44 Atlanta échange sa sélection de deuxième tour (44e) et l’une des trois sélections de quatrième tour (121e) avec le Minnesota pour sa sélection de deuxième tour (41e).
7. ↑    1. 59 voir #25 Jets → Panthers
8. ↑    1. 86 voir #21 Broncos → Jaguars
9. ↑    1. 86 Baltimore échange sa première sélection de quatrième tour (101e), sa première sélection de cinquième tour (166e) et sa première sélection de sixième tour (203e) avec Jacksonville pour sa deuxième sélection de troisième tour (86e).
10. ↑    1. 125 Philadelphie échange ce choix avec La Nouvelle-Orléans pour Donté Stallworth. Si Philadelphie avait re-signé Stallworth avant le 2 mars 2007 (date du début de l'agence libre), la Nouvelle-Orléans aurait reçu la sélection de deuxième tour de Philadelphie.
11. ↑    1. 126 Indianapolis reçoit cette sélection de La Nouvelle-Orléans en guise de compensation pour la signature du contrat de l'agent libre restreint Jason David (en).
12. ↑    1. 126 San Francisco échange sa sélection de deuxième tour (42e) avec Indianapolis pour sa première sélection de quatrième tour (126e) et son choix de premier tour en 2008 (29e).
13. ↑    1. 178 Cleveland échange sa sélection de troisième tour (67e), sa sélection de quatrième tour (103e) et sa sélection de sixième tour (178e) avec Dallas pour sa sélection de deuxième tour (53e) et sa première sélection de sixième tour (195e).
14. ↑    1. 225 Miami reçoit cette sélection en échange de la signature par Saint-Louis de Donnie Jones, agent libre restreint.

### Choix de draft supplémentaire
Pour chaque joueur sélectionné dans la draft supplémentaire, l'équipe de sélection perd son choix lors de ce tour dans la draft de la saison suivante.
| Tour | Équipe                | Joueur             | Postes           | Université             | Notes |
| ---- | --------------------- | ------------------ | ---------------- | ---------------------- | ----- |
| 4    | Chargers de San Diego | Paul Oliver (en)   | Safety           | Bulldogs de la Géorgie | ,     |
| 5    | Ravens de Baltimore   | Jared Gaither (en) | Offensive tackle | Terrapins du Maryland  | ,     |